# Sophie Moirand
Sophie Moirand, née le 31 août 1943, est une linguiste française, d'abord maitre-assistante, maitresse de conférences et à partir de 1987 (émérite depuis 2011) professeure des universités en sciences du langage à l'université de Paris III - Sorbonne-Nouvelle. Elle y a fondé le CEDISCOR (Centre de recherche sur les discours ordinaires et spécialisés, composante de l'Équipe d'accueil Systèmes linguistiques, énonciation et discursivité) et la revue Les Carnets du CEDISCOR en 1993. Elle y a dirigé une vingtaine de thèses de doctorat .  
Ses principaux apports à la recherche se situent dans le domaine de l'enseignement du français comme langue étrangère, de la formation des enseignants de FLE et de l'analyse des discours, en particulier les discours de la presse.